# おはよう!シャイニング・デイ/打ち砕ーくっ!
「おはよう!シャイニング・デイ/打ち砕ーくっ!」（おはようシャイニングデイ/うちくだーくっ）は、T-Pistonz+KMCの10枚目のシングル。2012年2月15日にFRAMEから発売された。 

## 概要
両曲ともニンテンドー3DS用ゲームソフト『イナズマイレブンGO シャイン/ダーク』の主題歌となる。通常盤の初回生産分には『イナズマイレブン GO』カードゲームプロモカードが封入される。

## 収録曲
全曲 作曲 - TPK、編曲 - 菊谷知樹

### 通常盤
1. おはよう!シャイニング・デイ
  - 作詞 - KMC
  - テレビ東京系列アニメ『イナズマイレブンGO』OPテーマ（第34話 - 第45話）
  - ニンテンドー3DSソフト『イナズマイレブンGO シャイン』OPテーマ
2. 打ち砕ーくっ!
  - 作詞 - TPK
  - テレビ東京系列アニメ『イナズマイレブンGO』OPテーマ（第46話、第47話）
  - ニンテンドー3DSソフト『イナズマイレブンGO ダーク』OPテーマ
3. おはよう!シャイニング・デイ（オリジナル・カラオケ）
4. 打ち砕ーくっ!（オリジナル・カラオケ）

### 初回限定盤（シャイン盤/A）
1. おはよう!シャイニング・デイ
2. 打ち砕ーくっ!
3. 虹を超えて天までとどけっ!
  - 作詞 - TPK

『劇場版イナズマイレブンGO 究極の絆 グリフォン』OPテーマ
4. おはよう!シャイニング・デイ（オリジナル・カラオケ）
5. 打ち砕ーくっ!（オリジナル・カラオケ）

### 初回限定盤（ダーク盤/B）
1. 打ち砕ーくっ!
2. おはよう!シャイニング・デイ
3. 僕らの楽園
  - 作詞 - TPK

『劇場版イナズマイレブンGO 究極の絆 グリフォン』EDテーマ
4. おはよう!シャイニング・デイ（オリジナル・カラオケ）
5. 打ち砕ーくっ!（オリジナル・カラオケ）

### DVD（初回限定シャイン盤/A）
1. おはよう!シャイニング・デイ（ミュージックビデオ）
2. おはよう!シャイニング・デイ（アニメオープニングVer.）
3. おはよう!シャイニング・デイ（ダンスレクチャービデオ）
4. おはよう!シャイニング・デイ（ダンスバージョンビデオ）

### DVD（初回限定ダーク盤/B）
1. 打ち砕ーくっ!（ミュージックビデオ）
2. 打ち砕ーくっ!（ダンスレクチャービデオ）
3. 打ち砕ーくっ!（ダンスバージョンビデオ）